# Tribute - Serata d'onore
Tribute - Serata d'onore (Tribute) è un film del 1980 diretto da Bob Clark.
Il soggetto è tratto da una commedia di Bernard Slade scritta apposta per Jack Lemmon che l'aveva recitata a teatro due anni prima.

## Trama
Un addetto stampa di Broadway, una volta appreso di essere affetto da un male incurabile, decide di riavvicinarsi al figlio, rimasto con la madre dopo il divorzio. Inevitabile lo scontro fra caratteri opposti: Scottie Templeton continua a prendere la vita non troppo sul serio, anche se di vita gliene è rimasta poca, là dove Jud, invece, non è per niente incline a scherzi e atteggiamenti spensierati. Schermaglie e battibecchi attraversano tutto il film, che si conclude con il superamento delle incomprensioni e con un affettuoso abbraccio finale tra padre e figlio durante una serata organizzata dagli amici di Scottie in suo onore.

## Riconoscimenti
- Festival di Berlino
  - 1981 - Orso d'argento per il miglior attore a Jack Lemmon